# Kępa Radwankowska (Radwanków Szlachecki)
Kępa Radwankowska – część wsi Radwanków Szlachecki w Polsce, położona w województwie mazowieckim, w powiecie otwockim, w gminie Sobienie-Jeziory.
W latach 1975–1998 Kępa Radwankowska administracyjnie należała do województwa siedleckiego.